# Bom Jardim (Maranhão)
Bom Jardim is een gemeente in de Braziliaanse deelstaat Maranhão. De gemeente telt 39.224 inwoners (schatting 2009).
De gemeente grenst aan Monção, Açailândia, Tufilândia, Pindaré Mirim, São João do Caru, Governador Newton Bello, Alto Alegre do Pindaré, Centro Novo do Maranhão en Itinga do Maranhão.